# 카먼 일렉트라
카먼 일렉트라(Carmen Electra, 1972년 4월 20일 ~ )는 미국의 모델, 배우, 가수, 댄서이다.

## 음반 목록
- Carmen Electra (1993)